# Diodato
Antonio Diodato (n. 30 august 1981, Aoste, Valle d'Aosta, Italia), cunoscut ca Diodato, este un cântăreț italian.